# Formica fusca
La formica nera europea (Formica fusca Linnaeus, 1758) è una specie di formica diffusa nelle regioni paleartiche.

## Biologia
È una specie poliginica facoltativa le cui colonie possono talvolta ospitare più regine fecondate, il cui contributo alla natalità complessiva può però risultare diseguale, permettendo così la conservazione di una popolazione di operaie non molto numerosa (generalmente compresa fra le 500 e le 2000 formiche). Le operaie possono essere di dimensioni considerevoli (8–10 mm) e sono caratterizzate da una grande rapidità di movimenti ma un comportamento generalmente timido e scarsamente aggressivo.  La F. fusca si nutre di piccoli insetti, melata di afide e talvolta nettare di fiori. Gli esemplari alati vengono generalmente prodotti nei mesi di giugno e luglio, ed i voli nuziali avvengono in luglio agosto.
Un recente studio (Hannonen & Sundström, 2003) ha fornito prove di comportamenti nepotistici nella specie F. fusca, in contrasto con quanto riscontrato nella maggior parte delle altre specie di formica (Snyder 1993); il risultato ottenuto potrebbe essere però solo il frutto di un differente tasso di sopravvivenza nelle uova prodotte dalle differenti regine.
F. fusca è una delle specie schiavizzate dalla Formica sanguinea.

## Distribuzione e habitat
È molto comune in una serie di territori che si estendono dal Portogallo al Giappone e, in senso nord-sud, dalla Scandinavia all'Italia meridionale. I nidi di F. fusca vengono spesso edificati nei ceppi marci di alberi morti o sotto pietre e sassi, soprattutto in zone boschive di recente abbattimento, sui confini dei boschi e presso siepi ed altra vegetazione arbustiva.

## Tassonomia

### Sinonimi
Sono stati riportati i seguenti sinonimi:
- Formica (Serviformica) fusca Linnaeus, 1758
- Formica Barbata Razoumowski, 1789
- Formica Fusca Linnaeus, 1758
- Formica Libera Scopoli, 1763
- Formica barbata Razoumowski, 1789
- Formica flavipes Geoffroy, 1785
- Formica fusca fusca var. marcida Wheeler, 1913
- Formica fusca fusca var. pallipes Kuznetsov-Ugamsky, 1926
- Formica fusca marcida Wheeler, 1913
- Formica fusca rufipes Stitz, 1930
- Formica fusca subsericea var. marcida Wheeler, 1913
- Formica fusca var. marcida Wheeler, 1913
- Formica fusca var. pallipes Kuznetsov-Ugamsky, 1926
- Formica fusca var. rufipes Stitz, 1930
- Formica libera Scopoli, 1763
- Formica marcida Wheeler, 1913
- Formica nigra major Retzius
- Formica tristis Christ, 1791
- Serviformica fusca (Linnaeus, 1758)

### Sottospecie
Sono state riconosciute sei sottospecie:
- Formica fusca alpicola Gredler, 1858
- Formica fusca fusca Linnaeus, 1758
- Formica fusca fuscolemani Samsinák, 1951
- Formica fusca hyrcana Arnol'di, 1968
- Formica fusca maura Santschi, 1929
- Formica fusca tombeuri Bondroit, 1917